# Йоан I (папа)
Вижте пояснителната страница за други личности с името Йоан I.
Свети Йоан I (на латински: Johannes PP. I) е римски папа от 523 до 526 г.
Родом е от Тоскана, в Сиена или в Castello di Serena, наблизо до Chiusdino.
Изпратен е през 525 г. против волята му от арианския крал на остготите Теодорих Велики при византийския император Юстин I в Константинопол, за да успее да отмени или смекчи мерките срещу еретиците (арианите), за декрета от 523 г.
Така като първи папа е пропътувал Византия. Йоан не успял да се справи с мисията си и след завръщането му в Равена, столицата на Теодорих Велики, е заключен в затвор, където и починал по-късно, поради лошо отношение.
Тялото му е пренесено в Рим и погребано в базиликата Свети Петър.
След време е канонизиран като мъченик за вярата. Неговият ден е 18 май. Най-много се чества в Равена и Тоскана.